# Ethendion
Ethendion, též ethylendion nebo dioxid diuhlíku, je anorganická sloučenina se vzorcem O=C=C=O; lze jej považovat za dimer oxidu uhelnatého, případně za dehydratovanou formu kyseliny glyoxalové.

## Pokusy o přípravu
Existence ethendionu byla poprvé navržena v roce 1913. Následujících sto let ale byly všechny pokusy o přípravu a pozorování této látky neúspěšné, a byla tak považována za hypotetickou.
V roce 2015 byla oznámena příprava ethendionu za použití laseru, který uvolnil elektron z odpovídajícího, stálého, aniontu C2O −
2 , a spektroskopické prozkoumání produktu; Popsané spektrum se ovšem ukázalo jako lépe odpovídající oxyallylovému diradikálu, (H2C•)2CO, vzniklému přesmykem nebo disproporcionací za vysokoenergetických podmínek.

## Teoretický výzkum
Nejnižší vázaný stav ethylendionu je tripletový, molekula je tak diradikálem, s elektronovou strukturou podobnou molekule kyslíku. Při jejím vychýlení z rovnovážné geometrie se potenciálové povrchy tripletu a singletu protnou, což umožní přechod do singletu, který není vázaný a rozpadá se na dvě molekuly CO v základním stavu. Předpokládaná doba trvání takového přechodu činí 0,5 ns, což činí tripletový ethylendion přechodným stavem, z pohledu spektroskopie ale dlouho trvajícím.
Monoanion ethylendionu, OCCO−, a dianion C2O 2−
2 , nazývaný acetylendiolát, jsou oba stálé.